# Gniewoszów, Masovian Voivodeship
Gniewoszów [ɡɲeˈvɔʂuf] là một ngôi làng ở Kozienice, Masovian Voivodeship, ở miền đông trung bộ Ba Lan. Đó là khu hành chính của Gmina Gniewoszów. Nó nằm cách khoảng 21 kilômét (13 mi) về phía đông nam của Kozienice và 100 km (62 mi) về phía đông nam Warsaw.

## Lịch sử cộng đồng Do Thái
Theo số liệu thống kê chính thức của chính phủ, vào năm 1925, cộng đồng người Do Thái của Gniewoszów (tiếng Yiddish: גנגנב) đã được ước lượng có khoảng 2,530 người. Năm 1933, trên toàn đô thị đã có 2.118 người Do Thái sinh sống. Năm 1937, làng Kehilla chỉ có 1.662 người Do Thái. Số lượng dân số giảm đáng kể có thể là do di cư ra nước ngoài. Cộng đồng sở hữu một giáo đường bằng gạch, nhà tắm, nhà thờ và hai nghĩa trang, một ở đường Oleksowska và một ở Lubelska.
Trước thềm Thế chiến II, có tổng số 1.580 người Do Thái sống trong thị trấn. Gniewoszów đã bị quân Wehrmacht tàn phá vào giữa tháng 9 năm 1939. Người Do Thái được lệnh đeo Ngôi sao David và buộc phải thực hiện lao động nô lệ. Trước khi kết thúc năm 1939, cơ quan Judenrat được thành lập, với khẩu phần và thực phẩm bị quản lý nghiêm ngặt. Giáo đường Do Thái bị biến thành chuồng ngựa Đức. Dân số Do Thái bắt đầu tăng mạnh vào năm 1940, bởi vì không có đồn trú thường xuyên của quân Đức trong thị trấn và nó cũng nằm trên sông Vistula, điểm giao cắt thuận tiện. Ngay từ đầu mùa xuân năm 1940, đã có 2.750 người Do Thái trong thị trấn (gần một nửa cần hỗ trợ lương thực). Đến tháng 10 năm 1940, dân số Do Thái đã vượt quá 3.000 người. Vào ngày 22 tháng 12 năm 1941, một khu tập trung Do Thái chính thức (kiểu mở) đã được đăng ký bởi chính quyền Đức. Vào mùa xuân năm 1942, người Do Thái từ các làng xung quanh đã buộc phải chuyển vào sống ở đó. Tất cả đàn ông được yêu cầu cạo đầu và râu. Vào tháng 8 năm 1942, khu tập trung Do Thái đã biến thành một khu tập trung Do Thái quá cảnh, nhân đôi số người Do Thái bị đày đến từ các thị trấn nhỏ hơn (Ryczywół, Sieciechów) với tổng số 6.580 tù nhân. Vào ngày 19 – 20 tháng 8, khoảng 5.000 người Do Thái đã được chuyển đến khu tập trung Do Thái quá cảnh Zwoleń gần đó. Khoảng 600 đã được tái định cư đến Lublin. 1.000 người Do Thái còn lại đã bị gửi đến trại hủy diệt Treblinka vào ngày 15 tháng 11 năm 1942. Không một ai còn sống sót sau đó.